# Веригаши
Веригаши, роман о Нашима је књига научне фантастике српског писца Зорана Стефановића. Роман доноси награђивани циклус приповести о људима са паранормалним способностима, писаних у првој половини 1990-их. Циклус је објављен интегрално као 57. књига у едицији „Знак Сагите“ 2012. године.
Роман је предвидео више научних открића из етногенезе и археологије, али и локацију тајанственог минерала у Подрињу, у Брезјаку и на другим локацијама где су у 21. веку нађени јадарит и лежишта литијума. Књига има троделну, спиралну структуру коју је писац назвао „роман–савијача“.
Слоган романа је: „Свест је екран. Време је тачка. Рат је наслеђен.“.

## Радња
Циклус и књига су названи Веригаши по античком називу за Балкан (Catena Mundi, Вериге света). Премиса књиге је да на Балкану постоји становништво, генетски сој, са натприродним моћима (видовитост, телекинеза, телепатија), стеченим древним мутацијама због минерала које уносе преко воде и хране.
Први део „Време буке и беса“ се дешава у Београду 1980. када архитекта–почетник Надежда Селимовић краде тајанствену глинену лоптицу са знаком „вукозмаја“, са налазишта Винчанске цивилизације на београдском насељу Бањица које ће бити уништено. Тринаест година касније, 1993, тај чин лоше утиче на њену породицу и мења судбину Надеждине кћери Јарне. Испоставља се да „дубока држава“ у Југославији и Србији не дозвољава да становништво има додир са тајанственим винчанским предметима.
Други део „Преко Дрине, са искром у оку“ враћа читаоца у Подриње, постојбину Надеждине и Јарнине породице, на почетак 20. века, у време Првог светског рата. Дамњан Вуковић, дечак са натприродним моћима долази у додир са девојком Азром, из беговске породице Арсланагића/Селимовића. Трагични догађаји од тог сусрета бацају Дамњана у ратни вихор, али је све време праћен бићем која тражи освету. И прва и друга прича се завршавају на исти начин, писмом које је упућено Јарни.
Кратка прича-епилог „Уском стазом којом ходиш“ описује Јарниног ујака, професора архитектуре Богдана Селимовића који је уверен да има кризу средњих година, али се испоставља да иза његовог поимања стварности стоје реалне силе које га невољно везују са винчанским прецима.

## Везе са научним истраживањима и предвиђања
Поводом теорије свести и теорије морфичких поља у роману се изричито помињу Американац Руперт Шелдрејк и београдски научници Дејан Раковић, Ђуро Коруга и Велимир Абрамовић.
Сви наводи из Политике експрес припадају фељтону „Јанусово лице историје“, према истоименој научној серији Телевизије Београд коју је Стефановић радио у то време. Као и серија, роман детаљно улази у научна питања српске, словенске и индоевропске етногенезе и њиховог односа према Винчанској цивилизацији. Неколико научних хипотеза о етногенези наука је потврдила у 21. веку.
У одељку писаном 1994. роман тачно описује физичку локацију тајанственог минерала у Подрињу, Брезјак, на којој ће се деценију касније наћи литијум и јадарит. Роман објашњава и геополитичке последице овог открића.

## Везе са другим југословенским писцима
Писац у поговору каже: „Читаоци су јамачно већ приметили да је приповест саму себе намерно плела да се уклопи у измишљену јединствену васељену српске и хрватске књижевне фантастике из осамдесетих и деведесетих година XX века, дакле са причама које су цветале по разним Бобановим издањима око „Знака Сагите“. (...) Дакле, ова прича је себе намерно плела и као лабави „хипертекстуални“ одељак непостојећег колективног мултиверзума Зорана Јакшића („Јека“), Владимира Лазовића („Ноћ која би могла да промени све“), Горана Скробоње (Накот), Радмила Анђелковића (Рашански циклус), Бобана Кнежевића (Црни цвет), Драгана Р. Филиповића („Три милиона костура“), Дарка Мацана („Изроди, 1947: Очекивања“), Илије Бакића („Бегунци, крв“) и Невена Јовановића („The Only Thing I Feel“). И наравно, и изнад свега, опусима Милорада Павића и Славена Радовановића.“
Први део књиге има као увод у поглавља песму "Време буке и беса" Гојка Божовића.
Веригашки циклус се у неким видовима преклапа са другим Стефановићевим циклусима: времепловним циклусом о „Живој води“, о твари која се појављује у рудним лежиштима и даје ефекте на субатомском нивоу, као и циклусом „Успомене из Другог живота“ о енергетским бићима која су уточиште нашла у виртуелном мултиверзуму нашег доба.

## Пријем код критике
Веригаши су већином добро критички примљени и награђивани још од средине 1990-их. Неки критичари, као Ђорђе Бајић, мишљења су да је први део књиге прекратак и да је требало да буде проширен у засебну књигу.
Писац и уредник Ото Олтвањи о Веригашима: "Зоран Стефановић плете причу епских размера и јарког локалног колорита која је истовремено научна фантастика, фантазија и хорор, а одјекује увек актуелним мотивима присутним у најбољим примерима светске продукције." 
Критичар и писац Павле Зелић: "Ако успете да одвојите Зорана Стефановића, прозаисту, од његових других, многоструких улога, шта остаје? Приче, какве нисте нигде могли читати, идеје, мотиви из полузаборављеног колективног сећања који, иако фрагментирани и некомплетни чине фантастичан мозаик овог романа и универзума у којем Стефановић није творац, па чак ни луткар са концима у рукама, већ само водич. Ако се усудите да га пратите." 
Критичар и писац Ђорђе Бајић: „Да је среће, Веригаши би били објављени /као књига, прим. прир./ у време када су написани, средином деведесетих, али је за похвалу и то што су из штампе изашли готово 20 година касније (у издању Знака Сагите). (...) Други сегмент, Преко Дрине, са искром у оку, прави је драгуљ у круни. Радња се, углавном, одиграва почетком XX века и прати одрастање 'прозорљивог' Дамњана, момчића обдареног посебним моћима. Стефановић преде комплексан и богат наратив, не штедећи на узбуђењима. (...) Без обзира на неуједначеност, Веригаши су камен темељац једног фасцинантног и занимљивог мита.
Археолог и антрополог Игор Стојић: „Фантастично путовање кроз археологију садашњости и будућности. За сваког љубитеља фантастике ово је прави избор: археологија, Винчанци, јадарит.“ 
Критичар Слободан Ивков: „Коначно смо добили српску верзију нечега између (такође мозаичког) романа 'Више него људски' Теодора Стерџена (1953) и филма 'Скенери' редитеља Дејвида Кроненберга (1981), само прилагођену локалном идиому, епици, митологији, историји и традицији, а научно и фактографски фундирану овдашњим геолошким и археолошким налазима и мистеријама, од Подриња, до београдске Бањице. (...) Неспорно богатство чудотворних вода и минерала, поготово недавно у реци Јадар откривеног јадарита, по саставу 'суперменовог криптона', ствара предуслове за рађање деце са парапсихолошким моћима (телекинеза, телепатија, телепортација, трансмутација...). Њих регрутују сви: од Аустроугарске, до данашњих светских империја и српских душмана – јавно или тајно, због наивности, глупости или алавости мутаната... За разлику од многих на српској Ф и СФ сцени експонираних 'акционих' писаца, овај дипломирани драматург и сценариста стварно уме мајсторски да приповеда!“ 
Писац и критичар Ивана Милаковић: "Уз Време и Дрину, Уска стаза је нешто јаснија. Могла би бити још јаснија, уз неколико романа о Веригашима. А може и да стоји самостално, довољно је интригантна да привуче пажњу, а не мора све да се црта."
Писац и критичар Слободан Шкеровић: Зоран Стефановић, отвара перспективу своје генерације, несрећне јер је одрастала у време тоталног хаоса, инфлације, изненадне беде и ратова, изазваних и ничим изазваних, у време када је дрога, уз шунд и политички куплерај, постала главни извор забаве и замене за дух. Стефановић у својој књизи тражи решење и лек против данашњег ужаса, у паралелном животу етничког бића које на Балкану и у Подунављу, траје од незапамћених времена култура као што су биле она Лепенског вира и Винче – преисторијског мегалополиса који је постојао на територији данашњег Београда. Утицај овог подсвесног мора информације, као колективног сећања, на јунаке његове књиге је толико јак да у стварности производи напрслине кроз које незадрживо продире и – због недостатка одговарајућег система тумачења који би био способан да интегрише те заборављене елементе културе – ствара болесну ситуацију која од нас захтева радикалну промену у ставу према животу и друштву.

## Историјат прича
- „Време буке и беса“ је адаптација сценарија неснимљеног дугометражног играног филма који је 1995. припреман са редитељем Олегом Јекнићем. Објављено у антологији Тамни вилајет 4, избор српске фантастике, Београд, 1996. и 2011.
- „Преко Дрине, са искром у оку“ је новела писана за конкурс „Знака Сагите“ 1994. Објављено у часопису Знак Сагите, бр. 10, Београд 2002.
- Уском стазом којом ходиш је адаптација сценарија кратког играног филма „Уске стазе“, ФДУ/РТС, Београд, 1995, режија Олег Јекнић. Прича је објављена интернет-сајту за фантастичну књижевност „Арт–Анима“, новембар 2006. Штампана је у избору прича „Београд будућности“, Политика, специјални додатак „Дани Београда“, 15. април 2007.

## Награде и признања
- Златна медаља за сценарио на Југословенском фестивалу кратког и документарног филма, Београд, 1995. (Уске стазе)
- Победничка новелета конкурса „Знак Сагите“ 1995. (Време буке и беса)
- Избор за најбољи научнофантастични, хорор и фантазијски роман свих времена, Србија (SF/H/F) Листа: Емисија Поглед из свемирског брода, Радио Београд 202.